# Lee Morgan
Edward Lee Morgan (ngày 10 tháng 7 năm 1938 – ngày 19 tháng 2 năm 1972) là một nhạc công trumpet hard bop.

## Tiểu sử
Edward Lee Morgan chào đời tại Philadelphia, Pennsylvania vào ngày 10 tháng 7 năm 1938, là con út trong số bốn người con của Otto Ricardo và Nettie Beatrice Morgan. Dưới vai trò một nhạc công trumpet và nhà soạn nhạc, anh liên tục cho ra những nhạc phẩm từ năm 1956 cho tới khi mất vào tháng 2 năm 1972. Tuy ban đầu thích thú với vibraphone, nhưng Morgan dần thể hiện sự yêu thích với trumpet. Morgan cũng biết cách chơi alto saxophone. Trong lần sinh nhật tứ 13, chị gái Ernestine tặng anh chiếc trumpet đầu tiên. Clifford Brown là nguồn ảnh hưởng phong cách chính của anh, hai người từng có dịp thu âm cùng nhau. Morgan gia nhập Dizzy Gillespie Big Band khi 18 tuổi, hoạt động cùng nhóm trong một năm rưỡi, cho tới khi khó khăn kinh tế buộc Dizzy phải giải tán ban nhạc năm 1958. Anh bắt đầu thu âm cho Blue Note Records năm 1956, ra mắt tổng cộng 25 album cho hãng đĩa. Morgan cũng thu âm cho Vee-Jay và một album cho Riverside Records.

## Đĩa nhạc
| Tiêu đề                 |  | Năm  |  | Hãng đĩa         |
| ----------------------- |  | ---- |  | ---------------- |
| Lee Morgan Indeed!      |  | 1956 |  | Blue Note        |
| Introducing Lee Morgan  |  | 1956 |  | Savoy            |
| Lee Morgan Sextet       |  | 1957 |  | Blue Note        |
| Lee Morgan Vol. 3       |  | 1957 |  | Blue Note        |
| City Lights             |  | 1957 |  | Blue Note        |
| The Cooker              |  | 1957 |  | Blue Note        |
| Candy                   |  | 1957 |  | Blue Note        |
| Here's Lee Morgan       |  | 1960 |  | Vee-Jay          |
| The Young Lions         |  | 1960 |  | Vee-Jay          |
| Expoobident             |  | 1960 |  | Vee-Jay          |
| Lee-Way                 |  | 1960 |  | Blue Note        |
| Take Twelve             |  | 1962 |  | Jazzland Records |
| The Sidewinder          |  | 1963 |  | Blue Note        |
| Search for the New Land |  | 1964 |  | Blue Note        |
| Tom Cat                 |  | 1964 |  | Blue Note        |
| The Rumproller          |  | 1965 |  | Blue Note        |
| The Gigolo              |  | 1965 |  | Blue Note        |
| Cornbread               |  | 1965 |  | Blue Note        |
| Infinity                |  | 1965 |  | Blue Note        |
| Delightfulee Morgan     |  | 1966 |  | Blue Note        |
| Charisma                |  | 1966 |  | Blue Note        |
| The Rajah               |  | 1966 |  | Blue Note        |
| Standards               |  | 1967 |  | Blue Note        |
| Sonic Boom              |  | 1967 |  | Blue Note        |
| The Procrastinator      |  | 1967 |  | Blue Note        |
| The Sixth Sense         |  | 1967 |  | Blue Note        |
| Taru                    |  | 1968 |  | Blue Note        |
| Caramba!                |  | 1968 |  | Blue Note        |
| Live at the Lighthouse  |  | 1970 |  | Blue Note        |
| The Last Session        |  | 1971 |  | Blue Note        |